# Strafbeïnvloedende regels
In het Belgische strafrecht kunnen strafbeïnvloedende regels aan de basis liggen van de beïnvloeding van de straf die staat op een misdrijf. Deze rechtsregels of gronden kunnen de straf uitsluiten, verzachten of verzwaren. 
Bovendien is het zo dat sommige gronden ambtshalve moeten worden aangenomen door de rechter, terwijl andere gronden facultatief kunnen worden toegepast.

## Strafuitsluitingsgronden
De gronden die de straf uitsluiten zijn:
1. rechtvaardigingsgronden die de wederrechtelijkheid van het misdrijf wegnemen;
2. schulduitsluitingsgronden die de verwijtbaarheid of schuld wegnemen;
3. gronden van niet-toerekeningsvatbaarheid die de toerekenbaarheid wegnemen;
4. strafuitsluitende verschoningsgronden die de strafwaardigheid wegnemen.

Strafuitsluitingsgronden zijn van openbare orde. Daarom moeten ze verplicht worden toegepast. Aldus kan geen straf worden opgelegd aan de beklaagde of beschuldigde indien er sprake is van een strafuitsluitingsgrond.

## Strafverzachtingsgronden
De gronden die de straf verzachten:
1. strafverminderende verschoningsgronden;
2. verzachtende omstandigheden.

Strafverminderende verschoningsgronden moeten ambtshalve worden toegepast. Verzachtende omstandigheden daarentegen zijn volledig vrijblijvend.

## Strafverzwaringsomstandigheden
De gronden die de straf verzwaren:
1. verzwarende omstandigheden;
2. wettelijke herhaling.

Verzwarende omstandigheden moeten ambtshalve door de rechter worden toegepast. Herhaling moet slechts ambtshalve worden toegepast indien de wet het voorschrijft. In de gevallen daarbuiten is het voor de rechter vrijblijvend.